# Kookaï
Kookaï est une entreprise de fabrication et de distribution de vêtements pour femmes créée en 1983 par trois amis, Jean-Lou Tepper, Jacques Nataf et Philippe de Hesdin. En 2020, l'entreprise compte 146 établissements en exploitation directe (magasins et entrepôts).

## Historique
En 1983, trois amis fondent Kookaï. En 1986, la marque ouvre 4 magasins à Paris. 
En 1996, l'entreprise devient une filiale de Vivarte. Le groupe Vivarte, alors leader du prêt-à-porter et de la chaussure en France, dispose de 14 enseignes (André, Caroll, Naf Naf, La Halle …) et près de 2 500 points de vente.
En septembre 2016, Kookaï est mis en vente par Vivarte alors en plein démantèlement. En juillet 2018, l'entreprise est rachetée par la société Magi, licenciée en Australie et Nouvelle-Zélande,.
Une combinaison de choix hasardeux et de difficultés contextuelles a plongé la marque dans d'importantes difficultés économiques : nouvelles gammes inadaptées au marché français, hausse des coûts de production, augmentation des loyers des boutiques, pandémie de coronavirus, inflation et concurrence de la fast fashion.
Le 1er février 2023, l'enseigne annonce son placement en redressement judiciaire sous la protection du tribunal de commerce de Paris. Le 15 septembre 2023, devant les impasses du plan de continuation, le tribunal de commerce de Paris a ouvert la voie à la reprise de Kookaï par un repreneur. En novembre 2023, le groupe Antonelle-Un jour ailleurs reprend la marque ainsi que 16 magasins et 17 corners Kookaï représentant 70 emplois sur les 220 avant la reprise.

## Vie de la marque
Dans les années 1990, la marque se distingue par ses campagnes publicitaires innovantes,, dont le directeur artistique conçoit pour la campagne 1993-1994 des photographies en noir et blanc des personnalités du monde de la mode tels que Yves Saint Laurent, Karl Lagerfeld et Sonia Rykiel accompagnés de slogans humoristiques (à tire d'exemple : « Kookaï ? J'en ai entendu parler mais je n'en ai jamais vu (signé) Yves Saint Laurent », « Toutes ces filles en Kookaï, ce n'est pas bon. Je ne dis pas ça pour moi mais pour les autres couturiers (signé) Karl Lagerfeld »). Cette campagne a obtenu le Grand Prix de l'affichage,,. D'autres prix suivront pour d'autres campagnes.

## Activité, rentabilité, effectif
|                                           | 2015 | 2016   | 2017 | 2018  | 2019  | 2020   |
| ----------------------------------------- | ---- | ------ | ---- | ----- | ----- | ------ |
| Chiffre d'affaires en millions d'euros    | 72,5 | 62,4   | 57,3 | 56,6  | 47,3  | 34     |
| Résultat net en millions d'euros (+ ou -) | - 30 | - 20,7 | + 3  | - 2,7 | - 7,9 | - 20,2 |
| Effectif moyen annuel                     | 574  | 494    | 420  | 362   | 419   | 359    |